# Gerichtsbezirk Josefstadt
Der Gerichtsbezirk Josefstadt ist einer von zwölf Gerichtsbezirken in Wien und umfasst die Wiener Gemeindebezirke Neubau, Josefstadt und Alsergrund. Unmittelbar übergeordnete Gerichte zweiter Instanz sind – abhängig von der zu behandelnden Rechtsmaterie – das Landesgericht für Zivilrechtssachen Wien und das Landesgericht für Strafsachen Wien.